# DeForest Kelley
Jackson DeForest Kelley (algemeen bekend als DeForest Kelley) (Toccoa, Georgia, 20 januari 1920 – Woodland Hills, Californië, 11 juni 1999) was een Amerikaanse acteur.

## Biografie
Zijn vader was een geestelijke. DeForest besloot op 17-jarige leeftijd naar Californië te verhuizen en acteur te worden.
Hij speelde veel kleine rollen, voornamelijk in westerns, totdat hij de rol kreeg waardoor hij nog steeds bekend is: die van dokter Leonard McCoy (ook wel Dr. McCoy of Bones genoemd) in de sciencefictiontelevisie- en filmserie Star Trek.
DeForest Kelley trouwde op 7 september 1945 met Carolyn Dowling, met wie hij zijn hele leven samen bleef. Hij stierf op 11 juni 1999 aan maagkanker. Zijn lichaam werd gecremeerd en de as uitgestrooid over de Stille Oceaan.

## Filmografie
- 1947 Fear in the Night als Vince Grayson
- 1947 Variety Girl als Bob Kirby
- 1948 Canon City als Smalley
- 1948 Gypsy Holiday als Carl Romano
- 1949 Duke of Chicago als Ace Martin
- 1949 Malaya als Luitenant Glenson
- 1950 The Men als Dr. Sherman
- 1953 Taxi als Fred
- 1954 The Murder Story als Ted Hopkins
- 1955 The View from Pompey's Head als Hotel receptionist
- 1955 House of Bamboo als Charlie
- 1955 Illegal als Edward Clary
- 1956 Tension at Table Rock als Jim Breck
- 1956 The Man in the Gray Flannel Suit als medisch assistent
- 1957 Gunfight at the O.K. Corral als Morgan Earp
- 1957 Raintree County als Zuidelijk officier
- 1958 The Law and Jake Wade als Wexler
- 1959 Warlock als Curley Burne
- 1964 Gunfight at Comanche Creek als Amos Troop
- 1964 Where Love Has Gone als Sam Corwin
- 1965 Town Tamer als Guy Tavenner
- 1965 Black Spurs als Sheriff
- 1965 Marriage on the Rocks als Mr. Turner
- 1966 Apache Uprising als Toby Jack Saunders
- 1966 Waco als Bill Rile
- 1966-1969 Star Trek: The Original Series als dr. Leonard McCoy
- 1971 The Bull of the West als Ben Tully
- 1972 Night at the Lepus als als Elgin Clark
- 1979 Star Trek: The Motion Picture als dr. Leonard McCoy
- 1982 Star Trek II: The Wrath of Khan als dr. Leonard McCoy
- 1984 Star Trek III: The Search for Spock als dr. Leonard McCoy
- 1986 Star Trek IV: The Voyage Home als dr. Leonard McCoy
- 1987 Star Trek: The Next Generation als admiraal Leonard McCoy (gastoptreden)
- 1989 Star Trek V: The Final Frontier als dr. Leonard McCoy
- 1991 Star Trek VI: The Undiscovered Country als dr. Leonard McCoy